# Christian Frederik von Schalburg
Frederik Christian von Schalburg, né le 15 avril 1906 à Zmeïnogorsk (Empire russe) et mort au combat le 2 juin 1942 à Demiansk (URSS), est un officier de l'armée danoise et le commandant en second du corps franc danois.

## Biographie
Fils du danois Theodor Schalburg et de la russe Elena Vasiljevna, il est l’aîné d'une fratrie de deux frères et une sœur. Il reçoit sa formation militaire dans l'armée impériale russe et en 1917, au cours de la révolution d'Octobre, fuit au Danemark. Il a ensuite servi en tant que capitaine dans le Kongelige Livgarde, la garde royale danoise.
À partir de 1939, il commande la garde de la jeunesse (NSU) du parti national-socialiste danois, le Danmarks Nationalsocialistiske Arbejderparti (DNSAP). Ces troupes constituaient une part considérable des volontaires danois combattant aux côtés de la Finlande lors de la guerre d'Hiver de 1939-1940 contre l'Union soviétique. En conséquence, lorsque les troupes allemandes envahirent le Danemark le 9 mai 1940, Von Schalburg se trouvait toujours en Finlande. En septembre 1940, il rejoint la Waffen-SS et est affecté à la division « Wiking » de la 5. SS-Panzer-Division en tant que Hauptsturmführer. Au début de l'opération Barbarossa, il est affecté au personnel de cette division. Le 27 avril 1942, il rejoint le corps franc danois s'établissant à Treskau. Le 1er mars, il reçoit le commandement du corps sous le grade de SS-Strurmbannführer. Le 8 mai 1942, il est, au sein de cette unité, transporté par Junkers Ju 52 dans la poche de Demiansk pour participer aux combats dans cette ville. Le 2 juin 1942, von Schalburg lance la première opération offensive. Souhaitant suivre l'évolution de la bataille, il s'avança vers le front, mais piétina une mine et fut tué quelques instants plus tard par un shrapnel de l'artillerie russe. Le sauvetage de son cadavre, qui a fait de nombreuses victimes, a révélé de nombreuses blessures, notamment une jambe déchirée à la hanche et un pied manquant.
Il est nommé par le Reichsführer-SS Heinrich Himmler SS-Obersturmbannführer à titre posthume le 1er juin 1942.